# Fête des étudiants Valais
La Fête des étudiants Valais est un festival de musique électronique et rock existant depuis une tradition remontant au moins aux années 1930. Il était organisé de manière tacite par des étudiants, alors que maintenant c'est l'association Fête des étudiants Valais qui s'en charge. La manifestation réunit annuellement les étudiants du secondaire II du canton du Valais à la fin de l'année scolaire (généralement fin juin) à Sion.

## Histoire

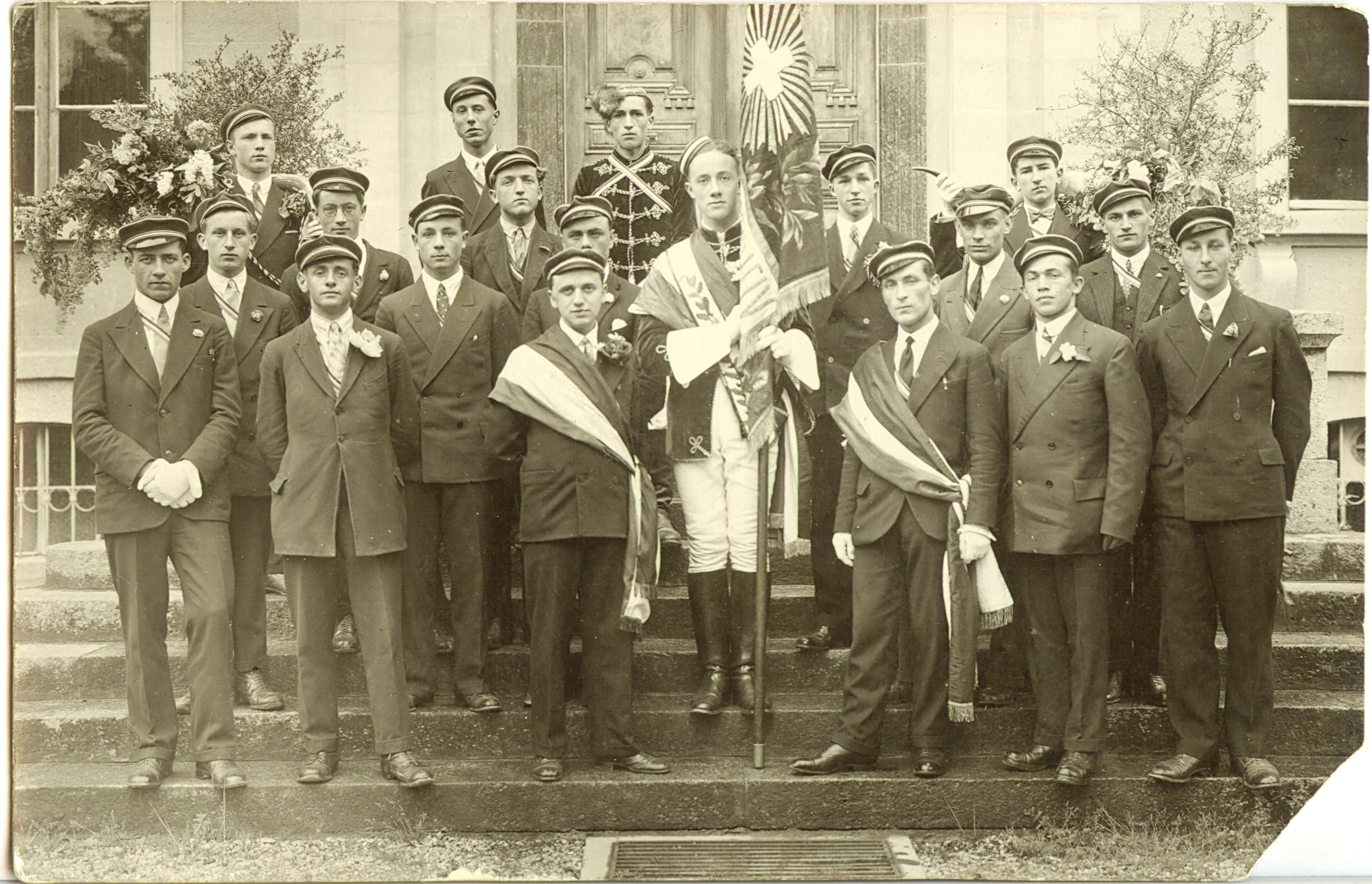
Carte postale de la fête des étudiants de 1931.

Les preuves les plus anciennes de réunions étudiantes de fin d'année à Sion datent des années 1930. Ce n'est cependant que dans les années 1970, qu'elles réunissent les étudiants du Valais romand de manière tacite sur l'espace de la basilique de Valère.
Pour des raisons de sécurité, la manifestation est déplacée au terrain des Échutes entre 2003 et 2004. Par la suite, la manifestation est arrêtée faute de personnes motivées et ce n'est qu'en 2010 que la manifestation devient un réel festival totalisant jusqu'à 3 000 entrées en 2012 et 4 000 entrées en 2013.
En 2012, la manifestation a accueilli Shake it Maschine, un artiste de renommée nationale qui se produit 1 mois plus tard au Paléo Festival Nyon. En 2014, le budget lié à la sécurité triple, passant de 5 000 à 15 000 francs suisses. Malgré un bilan positif, la soirée est marquée par une agression à l'arme blanche,,.
En 2015, 3 500 manifestants se retrouvent sur place malgré la pluie,. Un an plus tard, c'est 4 500 visiteurs qui se rendent à l'édition 2016 qui accueille le DJ vaudois Djerem. Le budget prévention et sécurité couvre à ce moment-là un tiers des charges. 

## Objectif
L'objectif de l'association est d'organiser une fête annuelle qui devra :
- Regrouper les étudiants valaisans du secondaire II et des Hautes Écoles ;
- Assurer un son et une programmation de qualité ;
- Être à un prix abordable pour des étudiants ;
- De par son prix abordable, empêcher d'autres rassemblements sauvages ;
- Garantir un service de sécurité et de prévention ;
- Laisser un espace propre[17].

## Distinction
En 2012, le service de la jeunesse de la Ville de Sion décerne son prix « coup de cœur » aux comités successifs de la manifestation. Le travail et les efforts bénévoles ont été reconnus dans le cadre de l'organisation des festivités de fin d'année scolaire.